# Andy Boulton
Andy Boulton (Stoke-on-Trent, 1973. február 25. –) angol születésű skót dartsjátékos. 2004-től 2015-ig a British Darts Organisation, majd 2015-től a Professional Darts Corporation tagja. Beceneve "X-Factor".

## Pályafutása

### BDO
Boulton 2005-ben (még a BDO kötelékébe tartozott) elindult a PDC által rendezett UK Open tornán, ahol a harmadik körig jutott. Boulton 2006-ban először indult a BDO egyik kiemelt tornáján, ami a Winmau World Masters volt. Itt a legjobb 16-ig sikerült eljutnia, olyan játékosokat is legyőzve, mint Tony O'Shea, majd végül Martin Adams ellen esett ki.
2008-ban először vehetett részt világbajnokságon a BDO szervezetnél, amelyen a második körben Ted Hankey ellen esett ki. 2009-ben újra részt tudott venni a PDC UK Open tornáján, melyen a második körben Wes Newton ellen maradt alul. 
Következő BDO világbajnokságán 2011-ben vett részt, melynek első körében Robbie Green-től kapott ki. 2012-ben is az első kör jelentette számára a végállomást a vb-n, ezúttal Scott Waites búcsúztatta 3–1-es vereséggel. Ebben az évben megnyerte a Scotland National Championship bajnokságot és újra kvalifikálta magát a UK Open-re, ahol az addigi legjobb teljesítményét nyújtva a legjobb 16-ig jutott.

### PDC
Boulton 2015-től már a PDC-nél versenyzett, ahol 2016-ban már részt vehetett első világbajnokságán. Itt az első körben Gary Andersonnal került össze, akitől végül 3–0-ás vereséget szenvedett.
Következő PDC-s vb-je a 2020-as volt, amelyen a legjobb 96 között az amerikai Danny Baggish ellen esett ki 3–2-es vereséggel.

## Világbajnoki szereplései

### BDO
- 2008: Második kör (vereség  Ted Hankey ellen 1–4)
- 2011: Első kör (vereség  Robbie Green ellen 0–3)
- 2012: Első kör (vereség  Scott Waites ellen 1–3)

### PDC
- 2016: Első kör (vereség  Gary Anderson ellen 0–3)
- 2020: Első kör (vereség  Danny Baggish ellen 2–3)
- 2021: Második kör (vereség  Stephen Bunting ellen 2–3)

## Tornagyőzelmei
| PDC Challenge Tour - Challenge Tour: 2023 (x2), 2024 (x2) | - Airdrie European Open: 2010 - Granite City Open: 2009 - North Lanarkshire Open: 2008 - Scotland National Championships: 2011 - Tyne & Wear Open: 2011 - ADC Winmau Championship finals: 2024 |